# David Nibert
David Alan Nibert (* 1953) ist ein US-amerikanischer Autor und Soziologe der Human-Animal Studies an der Wittenberg University (Springfield, Ohio).
Nachdem zuvor in der Tierethik durch die Werke von Richard Ryder, Peter Singer und Tom Regan eine Theorie der Tierrechte etabliert wurde, war Nibert einer der Ersten, der die Mensch-Tier-Beziehung aus soziologischer Sicht unter diesen neuen Vorzeichen untersuchte. Er etablierte mit Anna Williams und vielen weiteren eine „Section on Animals and Society“ in der American Sociological Association und wurde 2005 dafür mit dem „Preis für herausragende Forschungen“ ausgezeichnet.
Ausgehend von einer Kritik am Begriff Speziesismus dieser Autoren stellt er in seinem Buch Animal Rights / Human Rights die Behandlung von Tieren und menschlichen marginalisierten Gruppe durch privilegierte Gruppen in eine Analogie, die er Unterdrückung nennt. Im Gegensatz zum Speziesismusbegriff, etwa bei Peter Singer, versteht Nibert den Speziesismus nicht lediglich als ein „nicht zu rechtfertigendes Vorurteil gegenüber Mitgliedern anderer Spezies“, sondern als eine Ideologie, deren Funktion es ist, ein Unterdrückungsverhältnis zu rationalisieren und legitimieren. Analog zu der Analyse von Robert Blauner, der Rassismus als Ideologie untersuchte, stellt sich Nibert auf die Position, dass Vorurteile und Diskriminierung sicher wichtige Elemente eines sozialen Konstruktionsprozess' von Speziesismus sind. Speziesismus als Ideologie aber auf individuelle Diskriminierungen zu reduzieren, führe nach Nibert dazu, unterdrückerische Verhältnisse und Strukturen in der Gesellschaft als ganze zu ignoriere. Eine Politik, die dieses Unterdrückungsverhältnis mit individuellen Vorurteilen erklärt, verschleiere die Notwendigkeit und nehme damit die Möglichkeit struktureller Veränderungen.
Er bedient sich dabei an dem Ansatz von Donald Noel, der ethnische Stratifikation (d. h. ethnische soziale Schichtung) mit einer Theorie der Unterdrückung erklärt. Demnach sei die ethnische Stratifikation Produkt von drei interagierenden Faktoren, nämlich:
1. Wettbewerb verschiedener Gruppen um Ressourcen
2. Ungleiche Machtverteilung und
3. Ethnozentrismus: „Eine Weltanschauung, die die eigene Gruppe in den Mittelpunkt stellt und alles andere nach deren Maßgabe bewertet“

## Schriften
Bücher
- Animal Rights/Human Rights. Entanglements of Oppression and Liberation. Rowman & Littlefield Publishers, Incorporated, ISBN 0-7425-1776-4.
- Hitting the Lottery Jackpot: State Governments and the Taxing of Dreams. Monthly Review Press, ISBN 1-58367-014-9.
- David A. Nibert: Pastoralism, Ranching, and Violence: the Entangled Oppression of Humans and Other Animals. Columbia University Press, ISBN 0-231-15188-8.

Artikel
- Consuming the Surplus: Expanding "Meat" Consumption and Animal Oppression. International Journal of Sociology & Social Policy. 24(9):76-96. With Bill Winders
- Humans and other animals: sociology's moral and intellectual challenge. International Journal of Sociology and Social Policy. Year: 2003 Volume: 23 Issue: 3 pp. 4–25.